# Canton de Ressons-sur-Matz
Le canton de Ressons-sur-Matz est une ancienne division administrative française située dans le département de l'Oise et la région Picardie.

## Géographie
Ce canton a été organisé autour de Ressons-sur-Matz dans l'arrondissement de Compiègne. Son altitude varie de 37 m (Coudun) à 186 m (Margny-sur-Matz) pour une altitude moyenne de 88 m.

## Représentation

### Conseillers d'arrondissement (de 1833 à 1940)
| Période                                  | Période      | Identité                         | Étiquette            | Qualité |
| ---------------------------------------- | ------------ | -------------------------------- | -------------------- | --- |
| 1833                                     | 1848 (décès) | Pierre Prudent Ferté (1792-1848) |                      | Agriculteur, maire d'Antheuil                                                                               |
|                                          |              |                                  |                      | |
| 1852                                     | 1871         | Pierre Ferté (1815-1883)         |                      | Cultivateur, maire de Cuvilly                                                                               |
| 1871                                     | 1874 (décès) | Ulric Perrot                     | Centre droit         | Député de 1871 à 1874, maire de Gournay-sur-Aronde                                                          |
| 1874                                     | 1883         | Pierre Ferté                     |                      | Cultivateur, maire de Cuvilly                                                                               |
| 1883                                     | 1901         | M. Vecten                        |                      | Propriétaire à Antheuil                                                                                     |
| 1901                                     | 1913         | Aristide Boulanger               |                      | Cultivateur, maire d'Antheuil                                                                               |
|                                          |              |                                  |                      | |
| 1919                                     | 1940         | Léon Orens                       | Républicain national | Maire de Ressons-sur-Matz                                                                                   |
| 1940                                     |              |                                  |                      | Les conseils d'arrondissement ont été suspendus par la loi du 12 octobre 1940 et n'ont jamais été réactivés |
| Les données manquantes sont à compléter. |              |                                  |                      | |

### Conseillers généraux de 1833 à 2015
| Période | Période      | Identité                                        | Étiquette               | Qualité |
| ------- | ------------ | ----------------------------------------------- | ----------------------- | --- |
| 1833    | 1836 (décès) | Joseph-Basile Ducos (1767-1836)                 |                         | Homme de lettres, banquier Régent de la Banque de France (1811-1836) Propriétaire à Paris                                                |
| 1836    | 1842         | François Chaumont Chevallier                    |                         | Maître de poste, maire de Gournay-sur-Aronde                                                                                             |
| 1842    | 1845         | Auguste Warnier                                 |                         | Maire de Ressons |
| 1845    | 1874         | Louis Edouard Clérel de Tocqueville (1800-1874) |                         | Vicomte, propriétaire, Maire de Baugy Décédé en fonction                                                                                 |
| 1874    | 1881         | François-Ernest Dutilleul                       | Droite                  | Président de la Banque de Paris et des Pays-Bas Ministre des Finances (1877) Maire d'Elincourt-Sainte-Marguerite                         |
| 1881    | 1886         | Henri Marc de Bardon de Segonzac                | Droite                  | Baron, propriétaire Maire d'Orvillers-Sorel                                                                                              |
| 1886    | 1913         | Eugène de Goujon de Thuisy                      | Conservateur            | Marquis Maire de Baugy Décédé en fonction                                                                                                |
| 1913    | 1932         | Aristide Boulanger (1853-1932)                  | Rad.                    | Cultivateur Maire d'Antheuil-Portes, conseiller d'arrondissement Décédé en fonction                                                      |
| 1932    | 1940         | Gaston Boulanger (1877-1965)                    | RG                      | Fils du précédent Maire d'Antheuil-Portes Nommé conseiller départemental en 1943 par le Gouvernement de Vichy                            |
|         |              |                                                 |                         | |
| 1945    | 1961         | Raymond Lelandais (1899-1961)                   | Rad. puis RPF puis Rad. | Avocat à la Cour Propriétaire à Paris Maire de Margny-sur-Matz Décédé en fonction                                                        |
| 1961    | mars 1998    | Guy Desessart                                   | CNIP puis FN            | Boulanger retraité Député (12 au 21 juin 1988) Maire de Cuvilly (1959 → 1983) Vice-président du conseil général de l'Oise Démissionnaire |
| 1998    | 2015         | Joseph Sanguinette                              | DVG puis PS             | Retraité de l´enseignement Maire de Coudun (1987 → 2014) Vice-président du conseil général de l'Oise ( ? → 2015)                         |

## Composition
Le canton de Ressons-sur-Matz a groupé 24 communes et a compté 10 319 habitants (recensement de 1999 sans doubles comptes).
| Communes                | Population (2012) | Code postal | Code Insee |
| ----------------------- | ----------------- | ----------- | ---------- |
| Antheuil-Portes         | 416               | 60162       | 60019      |
| Baugy                   | 263               | 60113       | 60048      |
| Belloy                  | 71                | 60490       | 60061      |
| Biermont                | 136               | 60490       | 60071      |
| Boulogne-la-Grasse      | 285               | 60490       | 60093      |
| Braisnes                | 179               | 60113       | 60099      |
| Conchy-les-Pots         | 522               | 60490       | 60160      |
| Coudun                  | 951               | 60150       | 60166      |
| Cuvilly                 | 520               | 60490       | 60191      |
| Giraumont               | 585               | 60150       | 60273      |
| Gournay-sur-Aronde      | 581               | 60190       | 60281      |
| Hainvillers             | 65                | 60490       | 60294      |
| Lataule                 | 106               | 60490       | 60351      |
| Margny-sur-Matz         | 422               | 60490       | 60383      |
| Marquéglise             | 331               | 60490       | 60386      |
| Monchy-Humières         | 592               | 60113       | 60408      |
| Mortemer                | 176               | 60490       | 60434      |
| Neufvy-sur-Aronde       | 179               | 60190       | 60449      |
| La Neuville-sur-Ressons | 175               | 60490       | 60459      |
| Orvillers-Sorel         | 422               | 60490       | 60483      |
| Ressons-sur-Matz        | 1 469             | 60490       | 60533      |
| Ricquebourg             | 178               | 60490       | 60538      |
| Vignemont               | 409               | 60162       | 60675      |
| Villers-sur-Coudun      | 1 286             | 60150       | 60689      |

## Démographie
| 1962  | 1968  | 1975  | 1982  | 1990  | 1999   | 2009 |
| ----- | ----- | ----- | ----- | ----- | ------ | ---- |
| 6 873 | 7 466 | 7 445 | 8 347 | 9 330 | 10 319 | -    |